# Sessea discolor
Sessea discolor är en potatisväxtart som beskrevs av Francey. Sessea discolor ingår i släktet Sessea och familjen potatisväxter. Inga underarter finns listade i Catalogue of Life.